# Beskid Andrychów
KS Beskid Andrychów (pełna nazwa Klub Sportowy Beskid Andrychów) – polski klub piłkarski mężczyzn (jednosekcyjny) z siedzibą w Andrychowie, utworzony 14 grudnia 2007 roku, jako spadkobierca i kontynuator tradycji założonego w 1919 wielosekcyjnego KS Beskid Andrychów, a później KS Włókniarz Andrychów, TS Beskidy Andrychów (od sierpnia 2000).
W latach 1951–1962 Beskid (wówczas Włókniarz) grał w krakowskiej lidze okręgowej, a następnie pięć sezonów w III lidze. W 2009 roku powrócił do rozgrywek w lll lidze małopolsko-świętokrzyskiej. Od drugiej połowy 2016 roku występuje w IV lidze (w latach 2016-2022 grupie małopolskiej zachodniej, natomiast od 2022 roku w grupie małopolskiej).